# Дејан Михаиловић
Дејан Михаиловић (Београд, 1951) књижевни је уредник, писац и преводилац.

## Биографија
Дипломирао на Одсеку за општу књижевност Филолошког факултета. Радио као новинар у Дечјој редакцији Радио Београда, лектор у Задужбини Иве Андрића, редактор текста у Енциклопедији Југославије Југословенског лексикографског завода (редакција за Србију), и као уредник у часописима „Књижевне новине“, „Писмо“, „Књижевни магазин“ и издавачкој кући „Лагуна“, а пре тога у издавачком предузећу „Просвета“ из Београда. Од 1993. до 1999. провео је у Сан Франциску, у Калифорнији, САД. Преводи са руског и енглеског језика и објављује приче и есеје у књижевној периодици. Члан је Српског књижевног друштва и Удружења књижевних преводилаца Србије. Живи у Београду. 
 

За превод романа Самоубиство Марка Алданова добио је награду „Др Јован Максимовић“ за најбољи превод са руског језика за 2015. и 2016. годину.

## Књиге
- Дођох, видех, побегох (1969, збирка прича, прва награда на конкурсу Књижевне омладине Србије за прву књигу)
- Византијски круг (2009, мали речник старохришћанске на грчком, византијске и старе српске књижевности)[4]
- Куке и вериге (2013, збирка прича)[5]
- Подвизи и страдања Грофа од Такова (2018, роман)[6]
- Без опозива (2023, есеји – са Владетом Јанковићем)[7]

## Важнији преводи
- Данил Хармс, Случајеви („Знак“, 1982; „Рад“, Београд, 19892, 19953, 20164)
- Варлам Шаламов, Приче са Колиме (са Иваном Вулетић, БИГЗ 1985 - избор; 1987 - сабране приче; ЛОМ 2012 - избор)
- Олга Кирилова, Између мита и игре: о Андрићевој поетици (1994, „Дечје новине“, Горњи Милановац)
- Григориј Трубецки, Рат на Балкану и руска дипломатија 1914-1917 (1994, „Просвета“, Београд)
- Данил Хармс, Стазе за шетњу у тишини: дневнички записи (1995, „Реч“)
- Данил Хармс, Такмичење: случајеви за децу (1995, „Рад“, Београд)
- Иван Буњин, Рукуничар и друге приче (1996, „Рад“, Београд)
- Борис Акуњин, Државни саветник (2005, са Олгом Кириловом, „Информатика“, Београд)
- Михаил Горбачов, Сам са собом: успомене и размишљања (2014, „Лагуна“, Београд)
- Марк Алданов, Самоубиство (2015, „Лагуна“, Београд)
- Едгар Алан По, Гавран („Књижевност“ 2016, и Е. А. По: Гавран/The Raven – десет препева, „Танеси“, Београд, 2018)
- Сергеј Довлатов, Соло на андервуду (2020, „ЛОМ“, Београд)
- Сергеј Довлатов, Соло на IBM-у (2020, „ЛОМ“, Београд)
- Иван Буњин, Под српом и чекићем (2024, „Лагуна“, Београд)